# Kéran Barolin
Kéran Barolin, né le 5 octobre 1990, est un coureur cycliste français.

## Palmarès et résultats

### Palmarès par année
- 2012
  - 3e étape du Tour de Martinique
- 2013
  - 2ea étape du Grand Prix du Nord Basse-Terre
  - 8ea étape du Tour de Martinique
  - 7e étape du Tour de la Guadeloupe
- 2014
  - 5e étape du Tour de Marie-Galante
  - 4e étape du Tour de Martinique
- 2016
  - 2ea et 4e étapes du Tour de Martinique
- 2018
  - Grand Prix de Petit-Canal
  - 4ea étape du Tour de Marie-Galante
  - 3e du Tour de Marie-Galante
- 2019
  - Classement général du Tour de Marie-Galante
  - 4e étape du Tour de la Guadeloupe

### Classements mondiaux
| Année            | 2010 | 2011 | 2012 | 2013 | 2014 | 2015 | 2016 | 2017 | 2018 | 2019   | 2020 |
| ---------------- | ---- | ---- | ---- | ---- | ---- | ---- | ---- | ---- | ---- | ------ | ---- |
| UCI America Tour | 407e |      |      |      | 320e |      |      |      |      |        |      |
| UCI Europe Tour  |      |      |      | 899e |      |      |      |      |      | 1 439e |      |